# Équation de Michelson-Sivashinsky
Pour les articles homonymes, voir Michelson.
L'équation de Michelson-Sivashinsky est une équation pseudo-différentielle, introduite par Daniel Michelson et Gregori Sivachinski, pour décrire la dynamique faiblement non-linéaire des flammes conduisant à l'instabilité de Darrieus-Landau. Son expression en variables adimensionnées est, :
{\displaystyle \varphi _{t}+{\frac {1}{2}}\varphi _{x}^{2}-\nu \varphi _{xx}+{\mathcal {I}}(\varphi _{x})=0}
L'écoulement est vertical (axe {\displaystyle y}), {\displaystyle \varphi (x)} représente la position du front de flamme plissé et {\displaystyle {\mathcal {I}}(\varphi ,x)} est l'opérateur suivant :
{\displaystyle {\begin{array}{rcl}{\mathcal {I}}(\varphi ,x)&=&{\frac {1}{2\pi }}\mathrm {v.p.} \int _{-\infty }^{+\infty }\varphi _{x}(x',t)\cot {\left({\frac {x-x'}{2}}\right)}dx'\\&\simeq &{\mathcal {H}}(\varphi _{x})\\&\simeq &{\frac {1}{4\pi }}\int _{-\infty }^{\infty }\int _{-\infty }^{\infty }|k|e^{ik(x-x')}\varphi (x',t)dkdx'\\&\simeq &{\frac {1}{4\pi }}\int _{-\infty }^{\infty }|k|e^{ikx}{\hat {\varphi }}(k,t)dk\end{array}}}
où {\displaystyle {\mathcal {H}}} est la transformation de Hilbert et {\displaystyle {\hat {\varphi }}(k,t)={\mathcal {F}}(\varphi (x,t))} la transformée de Fourier de {\displaystyle \varphi }.
{\displaystyle \nu >0} est un coefficient qui contrôle la réponse à la courbure de l'écoulement au front de flamme :
{\displaystyle 1-{\frac {u}{S_{L}}}\simeq {\mathcal {A}}^{2}\nu \,\varphi _{xx}}
où {\displaystyle {\mathcal {A}}} est le nombre d'Atwood, supposé petit, {\displaystyle u} est la vitesse de l'écoulement et {\displaystyle S_{L}} la vitesse de propagation d'une flamme plane dans les mêmes conditions.
L'identité {\displaystyle {\mathcal {H}}\left(e^{ikx}\right)=i\,\operatorname {sgn}(k)e^{ikx}} montre que, si l'on linéarise l'équation, le taux de croissance {\displaystyle \varpi } d'un mode normal de perturbation {\displaystyle \varphi \simeq e^{ikx+\varpi t}} est {\displaystyle \varpi =|k|-\nu k^{2}}. Ceci montre que la contribution première à {\displaystyle \varphi _{t}} est d'ordre géométrique : la flamme se déplace localement suivant sa normale faisant l'angle {\displaystyle \gamma \simeq -{\mathcal {A}}\varphi _{x}} avec l'horizontale.

## Résolution
Cette équation admet une solution explicite obtenue par développement en éléments simples en analyse complexe comme l'ont montré un certain nombre de travaux,,,,. Celle-ci est de la forme :
{\displaystyle {\begin{aligned}\varphi (x,t)&=-2\nu \sum _{n=1}^{2N}{\frac {1}{x-z_{n}(t)}}\\{\frac {dz_{n}}{dt}}&=-2\nu \sum _{l=1,l\neq n}^{2N}{\frac {1}{z_{n}-z_{l}}}-i\,\mathrm {sgn} (\mathrm {Im} (z_{n}))\end{aligned}}}
où les {\displaystyle z_{n}(t)} (qui apparaissent dans des paires conjuguées complexes) sont des pôles dans le plan complexe. Dans le cas d'une solution périodique de périodicité {\displaystyle 2\pi }, il suffit de considérer des pôles dont les parties réelles sont comprises entre l'intervalle {\displaystyle 0} et {\displaystyle 2\pi }. Dans ce cas on as :
{\displaystyle {\begin{aligned}\varphi (x,t)&=-\nu \sum _{n=1}^{2\pi }\cot {\frac {x-z_{n}(t)}{2}}\\{\frac {dz_{n}}{dt}}&=-\nu \sum _{l\neq n}\cot {\frac {z_{n}-z_{l}}{2}}-i\,\mathrm {sgn} (\mathrm {Im} (z_{n}))\end{aligned}}}
Ces pôles sont intéressants car dans l'espace physique, ils correspondent aux emplacements des points de rebroussement se formant dans le front de flamme.

## Équation de Dold–Joulin
En 1995, John Dold et Guy Joulin ont généralisé l'équation de Michelson–Sivashinsky en introduisant la dérivée temporelle du second ordre, ce qui est cohérent avec la nature quadratique de la relation de dispersion pour l'instabilité de Darrieus-Landau. L'équation de Dold-Joulin est donnée par :
{\displaystyle \varphi _{tt}+{\mathcal {I}}\left(\varphi _{t}-{\frac {1}{2}}\varphi _{x}^{2}-\nu \varphi _{xx}-\nu {\mathcal {I}}(\varphi )\right)=0}

## Équation de Joulin – Cambray
En 1992 Guy Joulin et Pierre Cambray ont étendu l'équation de Michelson–Sivashinsky pour inclure des termes de correction d'ordre supérieur, suivant une tentative incorrecte antérieure de dériver une telle équation par Gregori Sivachinski et Paul Clavin. L'équation de Joulin-Cambray, sous forme dimensionnelle, s'écrit :
{\displaystyle \varphi _{t}+{\frac {S_{L}}{2}}\left(1+{\frac {\gamma }{2}}\right)\varphi _{x}^{2}+\gamma {\frac {S_{L}}{4}}\langle \varphi _{x}^{2}\rangle ={\frac {S_{L}\gamma }{2}}\left(1+{\frac {\gamma }{2}}\right)\left(\nu \varphi _{xx}+{\mathcal {I}}(\varphi )\right)}
où {\displaystyle \gamma =1-{\frac {\rho _{b}}{\rho _{u}}}}, {\displaystyle \rho _{b}} et {\displaystyle \rho _{u}} étant les masses volumiques des gaz brûlés et frais, respectivement.

## Équation de Rakib – Sivashinsky
L'instabilité de Rayleigh–Taylor peut être prise en compte par ajout d'un terme dans l'équation de Michelson-Sivashinsky, :
{\displaystyle \varphi _{t}+{\frac {1}{2}}\varphi _{x}^{2}-\nu \varphi _{xx}+{\mathcal {H}}(\varphi _{x})+\varphi -\langle \varphi \rangle =0}
où {\displaystyle \langle \varphi \rangle (t)} est la moyenne spatiale de {\displaystyle \varphi (t)}.